# Борис (Скворцов)
Епи́скоп Бори́с (в миру Борис Гаврилович Скворцов; 30 сентября (12 октября) 1895, село Стрешнево, Данковский уезд, Рязанская губерния — 11 августа 1972, Рязань) — епископ Русской православной церкви, епископ Рязанский и Касимовский.

## Биография
Родился 30 сентября 1895 года в селе Стрешнево Данковского уезда Рязанской губернии, в семье священника. Рано потерял мать.
В 1911 году поступил в Рязанскую духовную семинарию, которую окончил в 1917 году. По окончании семинарии женился, чтобы принять священный сан.
6 сентября 1917 года рукоположен во диакона, а 8 сентября — во священника епископом Павлом (Вильковским), Михайловским викарием Рязанской епархии, и назначен в Борисоглебский храм в Рязани, на место отца, скончавшегося 17 августа 1917 года.
11 февраля 1921 года он овдовел.
С 1923 года — ключарь храма. Был добрым пастырем, любимым народом, он ежедневно совершал богослужения и никогда не отказывал в совершении треб.
В октябре 1925 года привлечён к уголовной ответственности по делу «О контрреволюционной деятельности Рязанской епархиальной канцелярии» вместе с архиепископом Борисом (Соколовым), епископом Глебом (Покровским) и другими членами канцелярии. На следствии о. Борис никого не оговорил, ложных показаний не давал. За отсутствием состава преступления был освобожден.
В 1927 году на праздник Богоявления о. Борис сослужил митрополиту Серафиму (Чичагову) и вместе с архиереем совершил великое освящение воды на реке Трубеж.
После закрытия в 1929 году соборов в Рязанском кремле священник добился разрешения властей на перенесение епископской кафедры в Борисоглебский храм с правом служения в нём архиепископа Рязанского и Шацкого Иувеналия (Масловского). 5 ноября 1929 года Борисоглебский храм также закрыли и стали использовать для хранения зерна.
После многочисленных обращений духовенства и прихожан в органы власти в июле 1930 году в храме возобновились богослужения. В том же году о. Борис в сане протоиерея стал настоятелем Борисоглебского собора и председателем приходского совета.
В 1935 года в связи с закрытием собора назначен настоятелем церкви в честь иконы Божией Матери «Всех скорбящих Радость», единственного храма в Рязани, не закрывавшегося в период гонений.
В 1942 году назначен епархиальным благочинным.
В 1944 году переведён на должность священника к Никольской церкви города Касимова. В том же году он был назначен настоятелем той же церкви и благочинным Касимовского округа.
10 января 1946 вновь назначен священником к Скорбященской церкви города Рязани и благочинным Рязанского округа.
28 июня 1946 года вновь возглавил причт и приходской совет Борисоглебского кафедрального собора, в котором возобновились богослужения. Под руководством настоятеля в соборе начались ремонтно-восстановительные работы. Тогда же на церковном дворе был построен крестильный храм во имя св. праведных Иоакима и Анны и устроен новый памятник над первоначальным местом захоронения свт. Василия Рязанского.
В 1951 году был назначен благочинным храмов Рязанского округа и членом епархиального совета.
В том же году вошёл в делегацию РПЦ на III Всесоюзной конференции сторонников мира в Москве.

### Архиерейство
Постановлением Святейшего Патриарха Московского и всея Руси Алексия I и Священного Синода от 5 февраля 1965 года протоиерею Борису Скворцову по пострижении в монашество и возведение в сан архимандрита определено быть епископом Рязанским и Касимовским.
16 февраля 1965 году был пострижен в монашество в Троице-Сергиевой лавре, с сохранением имени.
20 февраля того же года возведён в сан архимандрита в Скорбященской церкви Рязани митрополитом Ленинградским Никодимом (Ротовым), в юношеские годы часто молившимся в этой церкви и помогавшим о. Борису за богослужениями.
21 февраля 1965 года хиротонисан во епископа Рязанского и Касимовского. Хиротонию совершали: митрополит Ленинградский и Ладожский Никодим (Ротов), архиепископ Таллиннский и Эстонский Алексий (Ридигер), архиепископ Воронежский и Липецкий Палладий (Каминский) и епископ Дмитровский Филарет (Денисенко).
В декабре 1965 года по приглашению митрополита Никодима приезжал в Ленинград для участия в хиротонии архимандрита Ювеналия (Пояркова) во епископа Зарайского.
Епископ Борис всегда оставался трудолюбивым, заботливым и ревностным. Он был скромен в отношении с клиром и пасомыми, терпелив и миролюбив. В таком же духе проходило его архипастырское служение на Рязанской кафедре.
Приложил много усилий для сохранения действующих храмов в своей епархии и возобновления богослужений в прежде закрытых. Противостоял изъятию церковных ценностей из храмов, в первую очередь древних икон.
В течение последнего года перед кончиной часто болел.
Скончался 11 августа 1972 года в саду Епархиального управления. Отпевание совершил еп. Владимирский Николай (Кутепов) в кафедральном Борисоглебском соборе. Погребен на Скорбященском кладбище в Рязани.